# شتيفاني بول (لاعبة كرة طائرة)
شتيفاني بول (بالألمانية: Stephanie Pohl)‏ (7 مايو 1978 في ألمانيا - ) هي لاعب كرة طائرة شاطئية ولاعبة كرة طائرة ألمانية. شاركت في الألعاب الأولمبية الصيفية 2004.

## وصلات خارجية
- ستيفاني بول على موقع الاتحاد الدولي beach volleyball database (الإنجليزية)
- ستيفاني بول على موقع قاعدة بيانات الكرة الطائرة الشاطئية (الإنجليزية)
- ستيفاني بول على موقع أوليمبيديا (الإنجليزية)